# Le Thoult-Trosnay
Le Thoult-Trosnay ist eine französische Gemeinde mit 105 Einwohnern (Stand 1. Januar 2022) im Département Marne in der Region Grand Est. Sie gehört zum Arrondissement Épernay und zum Kanton Sézanne-Brie et Champagne.

## Geografie
Die Gemeinde Le Thoult-Trosnay liegt am Petit Morin unterhalb des Sumpfgebietes Marais de Saint-Gond, etwa 15 Kilometer nördlich von Sézanne.

## Bevölkerungsentwicklung
| Jahr      | 1962 | 1968 | 1975 | 1982 | 1990 | 1999 | 2008 | 2018 |
| Einwohner | 59   | 94   | 73   | 81   | 96   | 97   | 93   | 104  |

## Sehenswürdigkeiten
- Schloss von Le Thoult, Monument historique
- Kirche Saint-Nicolas, Monument historique

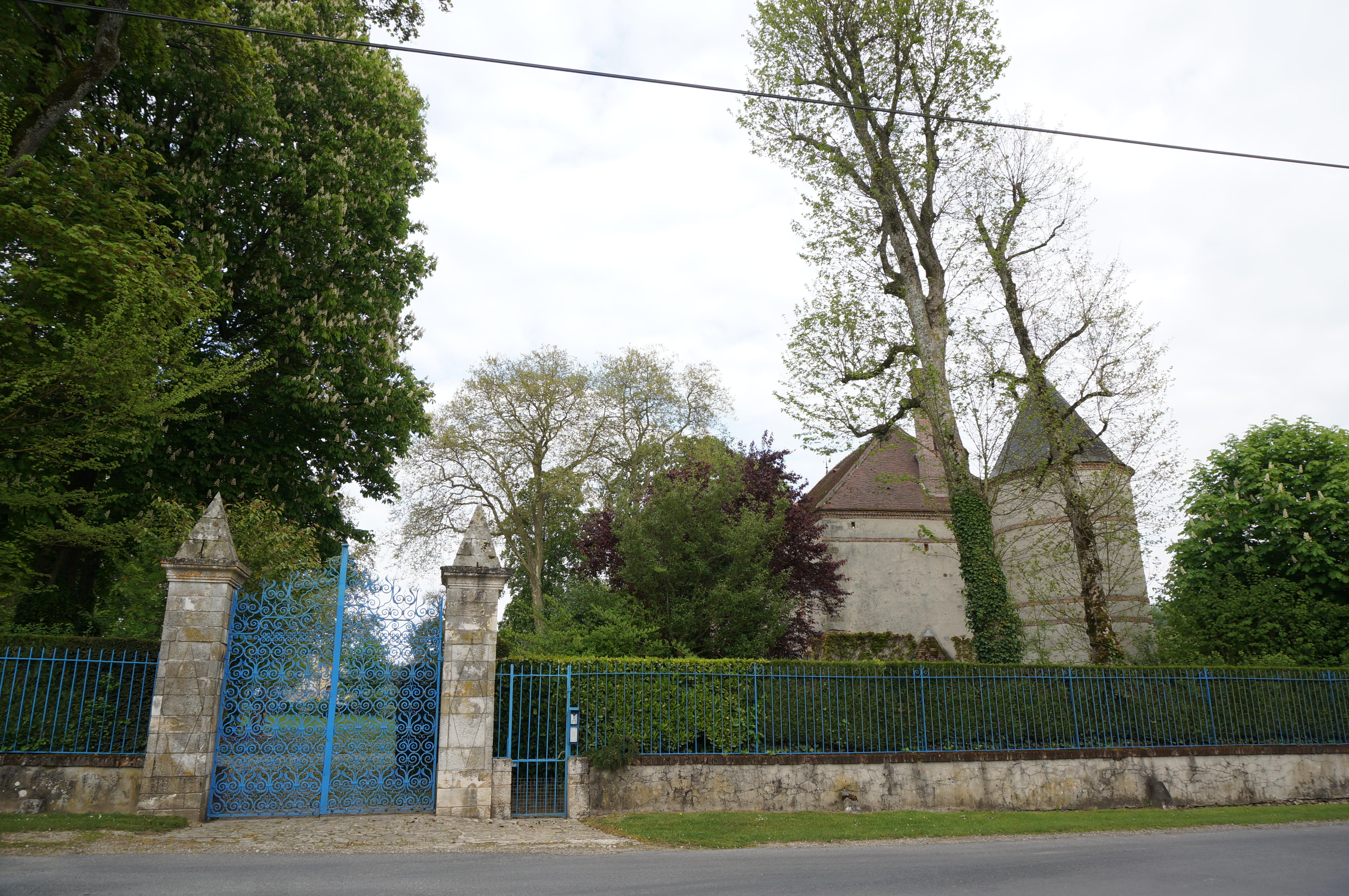
Schloss
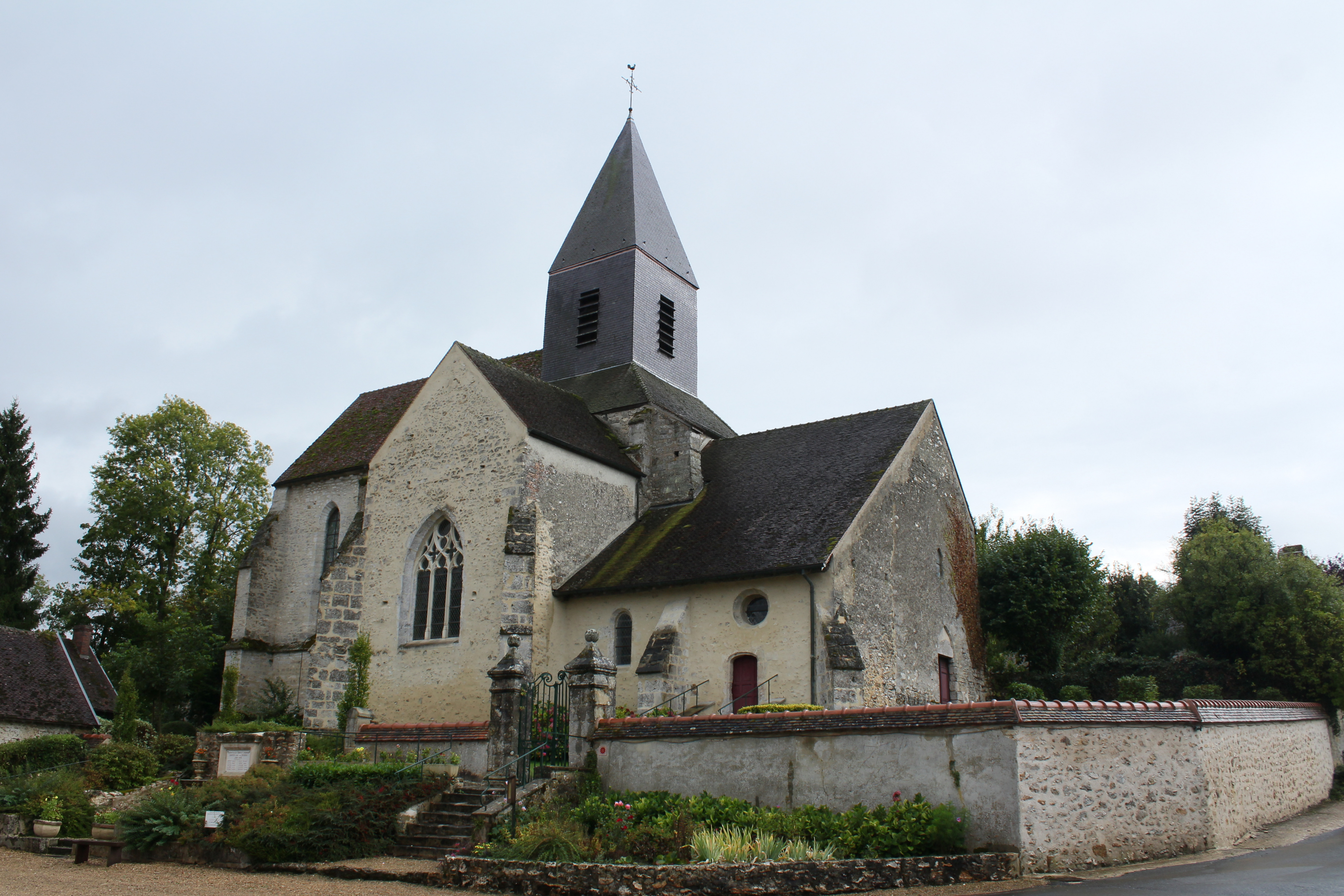
Kirche Saint-Nicolas